# Andy Ritchie (football, 1956)
Cet article concerne le footballeur écossais. Pour le joueur de football anglais, voir Andy Ritchie (football, 1960). Pour d'autres homonymes, voir Andrew Ritchie.
Andrew « Andy » Ritchie (né le 23 février 1956 à Bellshill en Écosse) est un joueur de football écossais.

## Palmarès
Celtic FC
- Champion du Championnat d'Écosse de football (1) :
  - 1974.
- Vice-champion du Championnat d'Écosse de football (1) :
  - 1976.
- Vainqueur de la Scottish Cup (2) :
  - 1974 & 1975.

Greenock Morton FC
- Meilleur buteur du Championnat d'Écosse de football (1) :
  - 1979: 22 buts.